# Raymond de Sèze

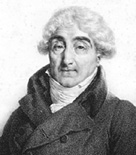
Raymond de Sèze

Comte Raymond de Sèze (* 26. September 1748 in Bordeaux; † 2. Mai 1828 in Paris) war ein französischer Jurist.
Raymond de Sèze war einer der Verteidiger Königin Marie-Antoinettes in der Halsbandaffäre. 1789 bewirkte er die Freisprechung des Generals der Schweizergarde, Pierre Victor de Besenval de Brünstatt, der wegen Hochverrats angeklagt war. Während der Französischen Revolution war er zusammen mit François Denis Tronchet und Chrétien-Guillaume de Lamoignon de Malesherbes Verteidiger von Ludwig XVI. vor dem Nationalkonvent. Am 31. Januar 1794 wurde er von den Revolutionären verhaftet und wurde erst nach dem 9. Thermidor am 27. Juli 1794 freigelassen.
Ludwig XVIII., der Bruder von Ludwig XVI., ernannte ihn 1815 zum Präsidenten des Kassationshofes (Cour de cassation). 1816 wurde er zum Pair von Frankreich geadelt. Nachdem de Sèze  während der Herrschaft der Hundert Tage Napoleon Bonapartes dem Hof von Ludwig XVIII. ins Exil nach Gent gefolgt war, wurde er nach der zweiten Restauration 1817 zum Grafen (Comte) ernannt. Am 22. Mai 1816 wurde er Mitglied der Académie française (Fauteuil 33), damit löste er Jean-François Ducis ab.